# Ceradocus shoemakeri
Ceradocus shoemakeri är en kräftdjursart som beskrevs av Fox 1973. Ceradocus shoemakeri ingår i släktet Ceradocus och familjen Melitidae. Inga underarter finns listade i Catalogue of Life.